# 大阪市立弘済院附属病院
大阪市立弘済院附属病院（おおさかしりつ こうさいいん ふぞくびょういん）は大阪府吹田市にある大阪市立弘済院附属の医療機関。その名の通り、吹田市にあるが大阪市が運営する公立病院（市区町村立病院）である。大阪市認知症疾患医療センター（地域型）に指定されている。

## 沿革
大阪市立弘済院附属病院の前身である大阪慈恵病院は、1888年（明治21年）2月、当時大阪市内に生活困窮者のための施設がないのを憂えた緒方惟準、高橋正純ら有志により設立され、まず同年6月、東区唐物町（現大阪市中央区南本町）1丁目円光寺内に仮病院を開設、ついで11月に東区北久太郎町（現大阪市中央区久太郎町）の元浪華小学校跡を購入、これを改築して12月に開院した。
さらに、1894年（明治27年）1月、東区（現大阪市中央区）粉川町に転じ、建物設備を整備し、漸次事業を拡張。明治日本最大の生活困窮者のための治療機関として業績をあげた。
1909年（明治42年）7月に発生し、1万戸余りを焼失させた「北の大火」の後、大阪府知事、大阪市長、朝日新聞社長、毎日新聞社長の4名を発起人として、1911年（明治44年）8月財団法人弘済会が設立された。弘済会の発足により、大阪慈恵病院は弘済会と合体することになり、1913年（大正2年）5月その名称を弘済会救療部大阪慈恵病院と改め東成郡生野村（現大阪市生野区）の現大阪市立生野工業高校の敷地に移転した。
1934年（昭和9年）に弘済会山田事業所が三島郡山田村（現吹田市古江台）に開設されると同時に事業の主体を同事業所に置くことになった。1944年（昭和19年）4月、国及び地方公共団体を主体とする社会事業体制の確立を理由に、弘済会のすべての事業を大阪市が継承し、大阪市立弘済院が誕生した。しかし、病院は太平洋戦争の空襲で1945年（昭和20年）に焼失した。現在、大阪市立生野工業高校の玄関には大阪慈恵病院跡の石碑が建立されている。

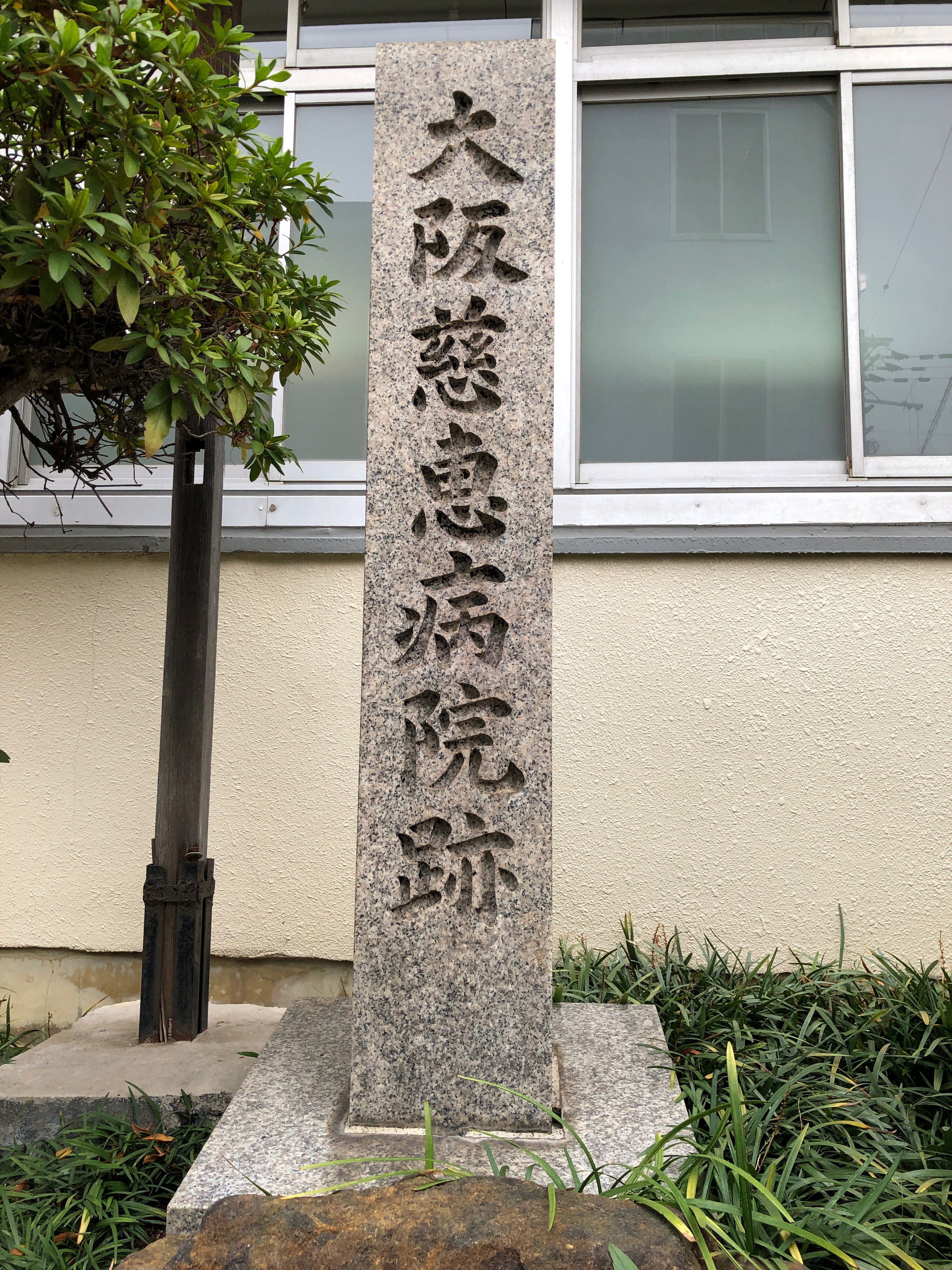
大阪慈恵病院跡

戦後、病院機能は23年間弘済院が兼ねていたが、1968年（昭和43年）に弘済院再建整備計画の一環として建物が建設され、大阪市立弘済院附属病院として機能を開始した。その後、建物の増設や増床もあり一時期は200床の病院であったが、2008年（平成20年）に80床が減らされ90床となった。
- 1888年（明治21年）
  - 2月：有志により大阪慈恵病院設立
  - 6月：東区唐物町（現中央区南本町）円光寺内に仮病院開設
  - 12月：東区北久太郎町（現中央区久太郎町）元浪華小学校跡改築開院
- 1894年（明治27年）
  - 1月：東区（現中央区）粉川町に転所
- 1911年（明治44年）
  - 8月：財団法人弘済会設立
- 1913年（大正2年）
  - 5月：弘済会と合体・弘済会救療部大阪慈恵病院と改名
- 1924年（大正13年）：現大阪市立生野工業高校の敷地に移転
- 1944年（昭和19年）
  - 4月：弘済会事業を大阪市が継承、大阪市立弘済院として発足
- 1945年（昭和20年）：戦災により焼失
- 1946年（昭和21年）
  - 10月：生活保護法による医療保護施設指定
- 1957年（昭和32年）
  - 7月：保険医療機関指定
- 1968年（昭和43年）：弘済院再建整備計画の一環として建物建設
- 1971年（昭和46年）：建物増設
- 1972年（昭和47年）
  - 6月：病床数 138床→200床
- 1989年（平成元年）
  - 3月：労災保険指定
- 2000年（平成12年）
  - 1月：病床数 200床→172床
- 2008年（平成20年）
  - 4月：病床数 172床→90床

## 診療科等
診療科
- 内科
- 神経内科
- 精神科
- 整形外科
- 皮膚科
- 泌尿器科
- 眼科
- 耳鼻咽喉科
- 放射線科
- リハビリテーション科

専門外来
- もの忘れ外来
- 若年性認知症外来

## 医療機関の指定・認定
(下表の出典)
| 保険医療機関                         | 労災保険指定病院                               |
| 生活保護法指定病院                   | 臨床研修病院                                   |
| 原子爆弾被害者一般疾病医療取扱病院   | 精神保健指定医の配置されている医療機関         |
| 指定自立支援医療機関（精神通院医療） | 身体障害者福祉法指定医の配置されている医療機関 |
| 医療保護施設                         | 戦傷病者特別援護法指定医療機関                 |
| 公害医療機関                         |                                                |

## 交通アクセス
公共交通機関
- 大阪高速鉄道大阪モノレール線・阪急電鉄千里線「山田駅」下車すぐ
- 阪急バス4系統/12系統/18系統 「山田弘済院」下車すぐ